# Diocese de Setúbal
A Diocese de Setúbal (Dioecesis Setubalensis), coincidindo praticamente com a Região Pastoral de Setúbal já formada no Patriarcado de Lisboa em 29 de maio de 1966, foi ereta em 16 de julho de 1975, pela bula Studentes Nos do Papa Paulo VI. A 26 de Outubro do mesmo ano foi ordenado, na Sé Catedral de Santa Maria da Graça, o primeiro bispo da diocese D. Manuel da Silva Martins.
No Dia 21 de Setembro de 2023 o Papa Francisco nomeou Dom Américo Aguiar como novo Bispo Diocesano de Setúbal.

## História
A criação da Diocese foi preparada de modo imediato pela criação da Região Pastoral de Setúbal por D. Manuel Cerejeira, Cardeal-Patriarca de Lisboa, em 29 de Maio de 1966, sendo seu Vigário Pastoral o Cónego João Alves, mais tarde Bispo de Coimbra, ao mesmo tempo que se entabulavam conversações com as dioceses confinantes no sentido de lhe dar um território mais congruente. Mas o anseio desta nova Igreja Particular já vinha de longe, e tinha sido expresso publicamente por diversos atores sociais na sequência da criação do Distrito de Setúbal, a 22 de Dezembro de 1926. Embora naquele momento as pretensões não tenham tido sequência, as razões que levaram à criação do Distrito justificavam na mente de muita gente a criação concomitante, e recobrindo o mesmo território, de uma nova Diocese. Na Península de Setúbal, aliás, a ideia era forte e tinha raízes ainda mais antigas pois a área, tendo sido administrada durante sete séculos de forma muito autónoma pela Ordem de Santiago, mantinha em si um certo alheamento relativamente ao estilo e ao modo do Patriarcado de Lisboa, acentuado com a enorme migração interna por causa da explosiva industrialização e crescimento populacional, feito por gente de outras regiões que não a Margem lisboeta do Tejo. Assim, a ideia foi ganhando força, ao menos nos meios intelectuais católicos da região.

No dia 16 de Julho de 1975 pela Bula «Studentes Nos», do Papa S. Paulo VI é criada a Diocese de Setúbal, na mesma cidade a Igreja de Santa Maria da Graça foi tornada Catedral e é nomeado o seu primeiro Bispo, D. Manuel da Silva Martins., nascido em Leça do Balio e até então Vigário-Geral da Diocese do Porto, é ordenado na nova Sé e toma posse da sua Diocese em 26 de Outubro do mesmo ano. Territorialmente, a nova Diocese foi criada a partir do território do Patriarcado de Lisboa (a maior parcela, englobando o território de todos os Concelhos da Península de Setúbal, excepto a zona de Canha) da Arquidiocese de Évora (precisamente a zona de Canha e Pégões, e a Paróquia da Comporta, a Sul do Sado) e da Diocese de Beja (a Península de Tróia). A pertencer ainda a Lisboa (enquanto não se providenciar de outro modo, declarava a Bula) ficavam o Santuário de Cristo Rei e o Seminário de Almada. Estas duas últimas parcelas viriam por fim a ser também reunidas ao resto do território diocesano no ano de 1999.

Brasão da Diocese de Setúbal

## Geografia
Com uma área de aproximadamente 1500 km2, a diocese de Setúbal abrange 9 concelhos: Alcochete, Almada, Barreiro, Moita, Montijo (incluindo as freguesias de Canha, Pegões e Santo Isidro, desmembradas da Arquidiocese de Évora), Palmela, Seixal, Sesimbra, Setúbal e ainda duas parcelas territoriais que ficaram a integrar a nova paróquia da Comporta (Comporta - proveniente da freguesia e concelho de Alcácer do Sal, Arquidiocese de Évora e Troia - proveniente da freguesia de Melides, concelho de Grândola, Diocese de Beja). O número total de paróquias é de 52 agrupadas em 7 vigararias.

## Fiéis, Clero e Institutos de Vida Consagrada
No censo de 2004, a diocese de Setúbal contava com uma população de aproximadamente 650 000 habitantes dos quais 84,6% são católicos, ainda que a percentagem de católicos praticantes seja bastante inferior. O Clero da diocese de Setúbal conta (em Julho de 2007) com um total de 91 presbíteros entre religiosos e seculares e ainda 9 diáconos permanentes, bem como 2 destinados ao presbiterado.

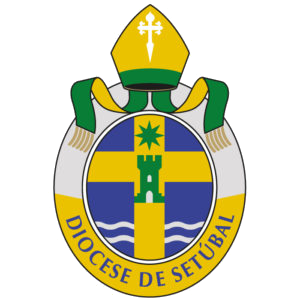
Antigo brasão da Diocese de Setúbal

No espaço territorial da diocese de Setúbal estão implantadas os seguintes institutos de vida consagrada:
- Masculinos
  - Ordem dos Frades Menores Capuchinhos (Capuchinhos)
  - Filhos da Caridade
  - Ordem dos Frades Menores (Franciscanos)
  - Irmãos de Jesus
  - Companhia de Jesus (Jesuítas)
  - Congregação da Paixão de Jesus Cristo (Passionistas)
  - Congregação dos Missionários de São Carlos Borromeu (Scalabrinianos)
- Femininos
  - Apóstolas do Sagrado Coração de Jesus, desde janeiro de 2017
  - Congregação da Apresentação de Maria
  - Congregação das Irmãs Missionárias de São Carlos Borromeu (Scalabrinianas)
  - Congregação das Servas de Nossa Senhora de Fátima
  - Escravas do Sagrado Coração de Jesus
  - Filhas de Maria Auxiliadora (Salesianas)
  - Franciscanas Missionárias de Maria
  - Franciscanas Missionárias de Nossa Senhora
  - Instituto das Irmãs de Santa Doroteia
  - Instituto Filhas da Caridade Canossianas Missionárias
  - Missionárias da Caridade

## Catedrais, Basílicas, Igrejas e Santuários
A Catedral da Diocese de Setúbal é a Igreja de Santa Maria da Graça classificada em 1955 como Imóvel de Interesse Público. A Catedral foi alvo de um profundo restauro terminado em 2004.
Na Diocese de Setúbal ficam também localizados os seguintes Santuários:
- Santuário Nacional de Cristo Rei
- Santuário de Nossa Senhora da Atalaia
- Santuário de Nossa Senhora do Cabo

## Bispos de Setúbal
Cronologia da administração local:
1. D. Manuel da Silva Martins (1975-1998)
2. D. Gilberto Délio Gonçalves Canavarro dos Reis (1998-2015)
3. D. José Ornelas Carvalho (2015-2022), Nomeado Bispo de Leiria-Fátima
4. D. Américo Manuel Cardeal Alves Aguiar  (2023-Atual)

## Escutismo
1. Escutismo nesta diocese: Região de Setúbal